# Konstruieren + Gießen
Konstruieren + Gießen ist eine Fachzeitschrift für Gusskonstrukteure und -entwickler, die von 1973 bis 2008 publiziert wurde. Seit 2008 werden die Inhalte in Form einer Website veröffentlicht. Die redaktionellen Inhalte werden jeweils werkstoff- und themenspezifisch für Konstrukteure zusammengestellt und erläutert. Zusätzlich werden Informationen zu technischen Bereichen im Umfeld des Themas Konstruieren und Gießen behandelt.
Auf der Website werden weiterführende Angaben zu Gusswerkstoffen und Gießverfahren, Gussteilentwicklung und -anwendung sowie Werkstoffdaten, Normen, Richtlinien, Merkblätter bereitgehalten. Einige Publikationen sind kostenpflichtig.